# Glázer Róbert
Glázer Róbert (Győr, 1950. január 21. –) labdarúgó, csatár, középpályás, edző. A magyar labdarúgó-válogatott megbízott szövetségi kapitánya 1991-ben.

## Pályafutása

### Klubcsapatban
1969-ig a Győri Textiles labdarúgója volt. 1969-ben mutatkozott be az élvonalban, a Rába ETO csapatában, ahol egy bajnoki címet és egy magyar kupagyőzelmet szerzett. 1982-ig 296 bajnoki mérkőzésen lépett pályára, ezeken 65 gólt szerzett. Az 1982–83-as idényben a belga Eendracht Aalst együttesében játszott. Labdarúgó pályafutását 1984-ben a Tapolcai Bauxitbányász játékosaként fejezte be.

### Edzőként
Magyar Kupa győztes (Újpest FC 2002)

## Sikerei, díjai
- Magyar bajnokság
  - bajnok: 1981–82
  - 3.: 1973–74
- Magyar kupa (MNK)
  - győztes: 1979

## Statisztika

### Mérkőzései szövetségi kapitányként
| Magyarország | Magyarország      | Magyarország                     | Magyarország | Magyarország | Magyarország | Magyarország | Magyarország | Magyarország |
| #            | Dátum             | Helyszín                         | Hazai        | Eredmény     | Vendég       | Kiírás       | Gólok        | Esemény      |
| ------------ | ----------------- | -------------------------------- | ------------ | ------------ | ------------ | ------------ | ------------ | ------------ |
| 1.           | 1991. október 9.  | Székesfehérvár, Sóstói Stadion   | Magyarország | 0 – 2        | Belgium      | barátságos   | -            |              |
| 2.           | 1991. október 30. | Szombathely, Rohonci úti stadion | Magyarország | 0 – 0        | Norvégia     | Eb-selejtező | -            |              |
| 3.           | 1991. december 4. | León                             | Mexikó       | 3 – 0        | Magyarország | barátságos   | -            |              |
| 4.           | 1991. december 8. | San Salvador                     | Salvador     | 1 – 1        | Magyarország | barátságos   | -            |              |
|              | Összesen          |                                  |              | -            | mérkőzés     |              | -            | gól          |

## Közéleti tevékenysége
A rendszerváltás kezdetén tett egy kitérőt a politikába is; az 1990-es választáson az MSZP Veszprém megyei területi listáján indult, de mandátumot nem szerzett.